# 莲花镇 (长沙市)
莲花镇为湖南省望城县行政建制镇，由1995年长沙地区撤区并乡时由原望城县莲花区五峰乡、莲花乡和桐木乡3乡合并而来，为撤区并乡之前莲花区全境辖域。2008年6月成建制划至岳麓区。
- 截至2003年12月31日，莲花镇划分为36个行政村即双石、城墙、大华、立新、天星、桐木、新台、丰塘、古塘、新南、长松、永久、大洞、新荷、龙云、天台、龙洞、宝粮、莲花、华林、金桥、金凤、天龙、军营、联湖、东团、联丰、丁塘、金亭、湖田、高桥、新华、云坪、云友、五丰和上龙村。

## 备注
1. ↑  2008年6月，湖南省民政厅批复（湘民行发[2008] 3号）：将望城县含浦、坪塘、莲花3镇成建制划归岳麓区管辖，3个镇的行政建制、人口、面积、所辖村（居）委会个数、政府驻地均不变。